# Ashley Wood
Ashley Wood (ur. 1971) – australijski twórca komiksów, malarz, ilustrator, twórca projektów graficznych do gier komputerowych. 
Laureat nagród w dziedzinie komiksu: Spectrum Award oraz Communications Arts Award, nominowany do Nagrody Eisnera. Współpracuje z największymi amerykańskimi wydawnictwami komiksowymi DC Comics, Marvel Comics oraz Image Comics. Pracował przy seriach Judge Dredd, Spawn oraz Tank Girl. Autor komiksów: Popbot, Automatic Kafka.